# 융프라우산
융프라우(독일어: Jungfrau)는 스위스에 알프스의 주요 고봉 중 하나로 해발 4,158m 높이의 봉우리이다. 베른주의 북부와 발레주의 남부 사이에, 인터라켄과 피쉬(Fiesch) 사이에 위치해 있다. 융프라우는 아이거, 묀히와 함께 베르너 오버란트와 스위스 알프스의 가장 독특한 광경 중 하나인 스위스 고원(Swiss Plateau)이 내려다보이는 거대한 산의 벽을 형성한다. 정상은 1811년 8월 3일 아라우의 마이어 형제와 발레주 에서 온 두 명의 샤무아 사냥꾼에 의해 처음으로 정복되었다. 이 등반은 빙하와 베른 알프스의 높은 고갯길에서의 오랜 탐험에 이은 것이다. 1865년이 되어서야 북쪽의 직통 노선이 개통되었다.
20세기 초, 융프라우 철도는 클라이네 샤이덱과 융프라우 사이의 능선을 연결하는 철도 건설로 알프스산맥에서 사람들이 가장 많이 찾는 곳 중 하나가 되었다. 융프라우는 알레치 빙하와 함께 융프라우 알레취 지역의 일부이며 2001년 세계문화유산으로 지정되었다.

## 어원
융프라우라는 이름은 묀히(Mönch, monk를 의미)와 아이거(Ogre, 오거를 의미)와 함께 인터라켄 지역을 내려다보는 세 개의 주요 산들 중 가장 높은 산들을 가리키는 말로, 트뤼멜바흐 산맥 건너편에 있는 거대한 고산 초원인 벵에른알프(Bengernalp)에서 유래했을 가능성이 높다. 벵에른알프는 역사적인 주인인 인터라켄 수도원의 수녀들의 이름을 따서 명명되었다. 속설과는 달리 눈 덮인 산의 모습에서 유래된 이름은 아니며, 후자는 베일에 가려진 여인처럼 보인다.
이 처녀봉은 18세기 후반에서 19세기 사이에 ‘여신’ 또는 ‘여사제’로서 크게 미화되었다. 이 산의 정상은 접근이 불가능하다고 여겨졌으며, 19세기까지 그대로 남아있었다. 1811년 스위스의 알프스 산악인(alpinist) 요한 루돌프 마이어(Johann Rudolph Meyer)에 의해 처음으로 등정된 후, 그 봉우리는 우스갯소리로 ‘마이어 부인’(Mrs. Meyer)이라고 불렸다.

## 지리
정치적으로 융프라우(그리고 대산괴)는 베른주의 라우터브루넨과 발레주의 피셔탈로 나뉘어 있다. 베른 알프스에서 핀스터아어호른(Finsteraarhorn)과 알레취호른(Aletschhorn)에 이어 세 번째로 높은 산이며, 각각 12km와 8km가 떨어져 있다. 그러나 툰 호수와 베른주의 대부분에서 보면 베른고원 봉우리 중 가장 눈에 띄고 가까운 봉우리이며, 정상과 인터라켄 마을의 높이 차이는 3,600m이다. 이 점과 북면의 극도로 가파른 경사로 인해 접근이 불가능하다는 초기 명성을 얻었다.

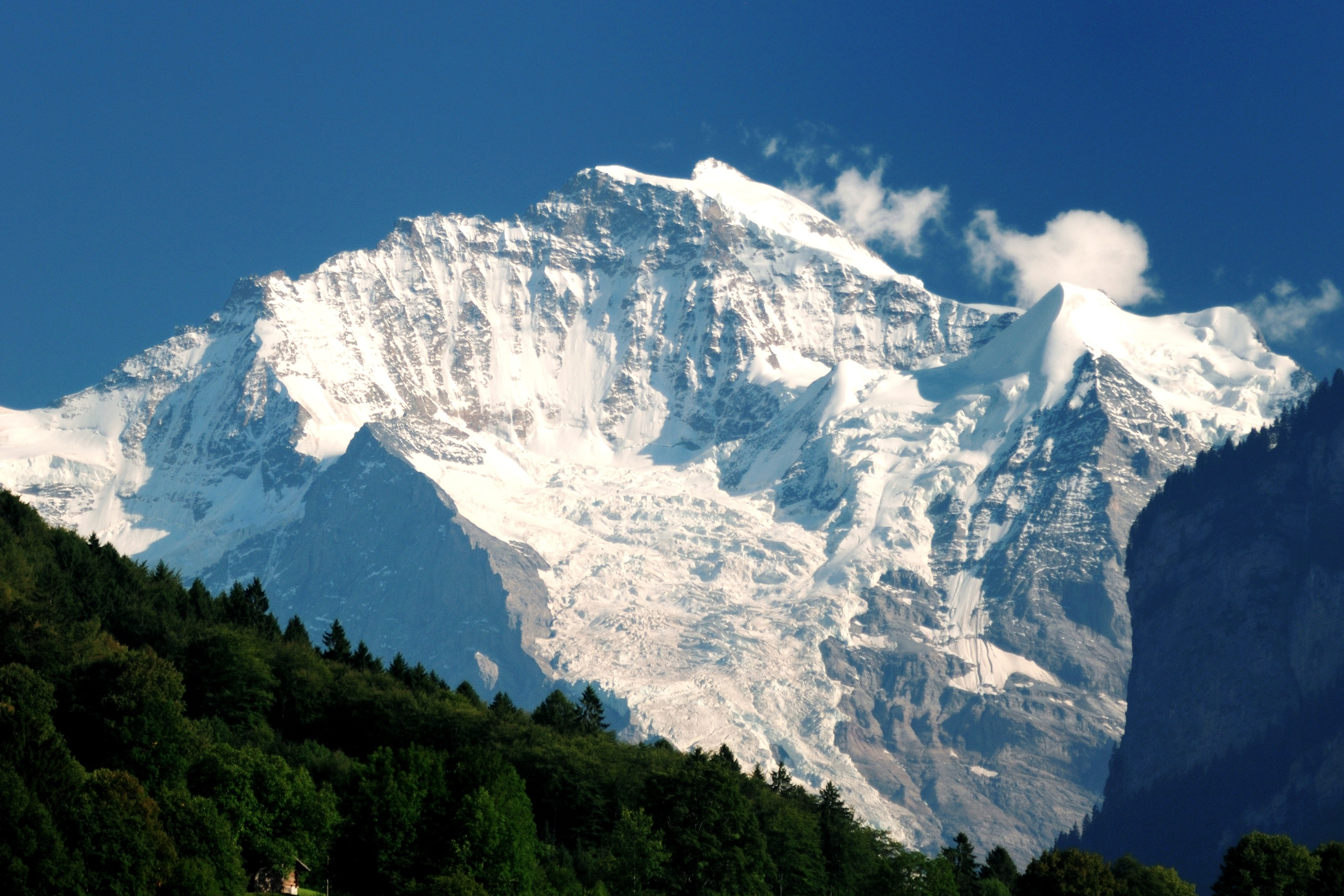
인터라켄에서 본 융프라우와 라우터브루넨 계곡

융프라우는 라우터브루넨과 그린델발트의 계곡을 지배하는 10km에 달하는 거대한 성벽의 가장 서쪽이자 가장 높은 지점이다. 융프라우의 동쪽에 있는 묀히(4,107m)와 아이거(3,967m)와 함께 알프스산맥의 가장 큰 북면의 일직선으로 형성되어 있으며, 북쪽으로 최대 3km의 계곡을 내려다볼 수 있다. 융프라우는 아이거에서 약 6km 정도 떨어져 있으며, 융프라우에서 3.5km 정도 떨어진 두 산 사이에 묀히 정상이 있다. 융프라우요흐는 융프라우와 묀히 사이의 능선이고, 아이거요흐는 묀히와 아이거 사이의 능선이다. 동쪽은 피셔반트, 서쪽은 라우터브루넨 장벽으로 뻗어 있지만 융프라우, 아이거와는 방향이 다르다.
라우터브루넨의 깊은 계곡(800m)과 정상 사이의 고도 차이는 뮈렌 지역에서 특히 두드러지게 볼 수 있다. 대산괴 서쪽 계곡 바닥에서 수평으로 4km 거리에 대한 고도 상승은 3km 이상이다.
융프라우 주변의 풍경은 매우 대조적이다. 북서쪽의 아찔한 절벽과는 대조적으로, 이 산의 남동쪽은 알레치 빙하의 주요 공급원 중 하나인 융프라우필른의 상설로부터 약 3,500m 지점에서 나온다. 남동쪽 20㎞에 달하는 알레취 계곡은 사람이 전혀 살지 않는 곳으로 주변 경관이 비슷한 계곡으로 둘러싸여 있다. 전체적으로는 알프스산맥뿐만 아니라 유럽에서도 가장 큰 빙하를 이루고 있다.

## 등반사

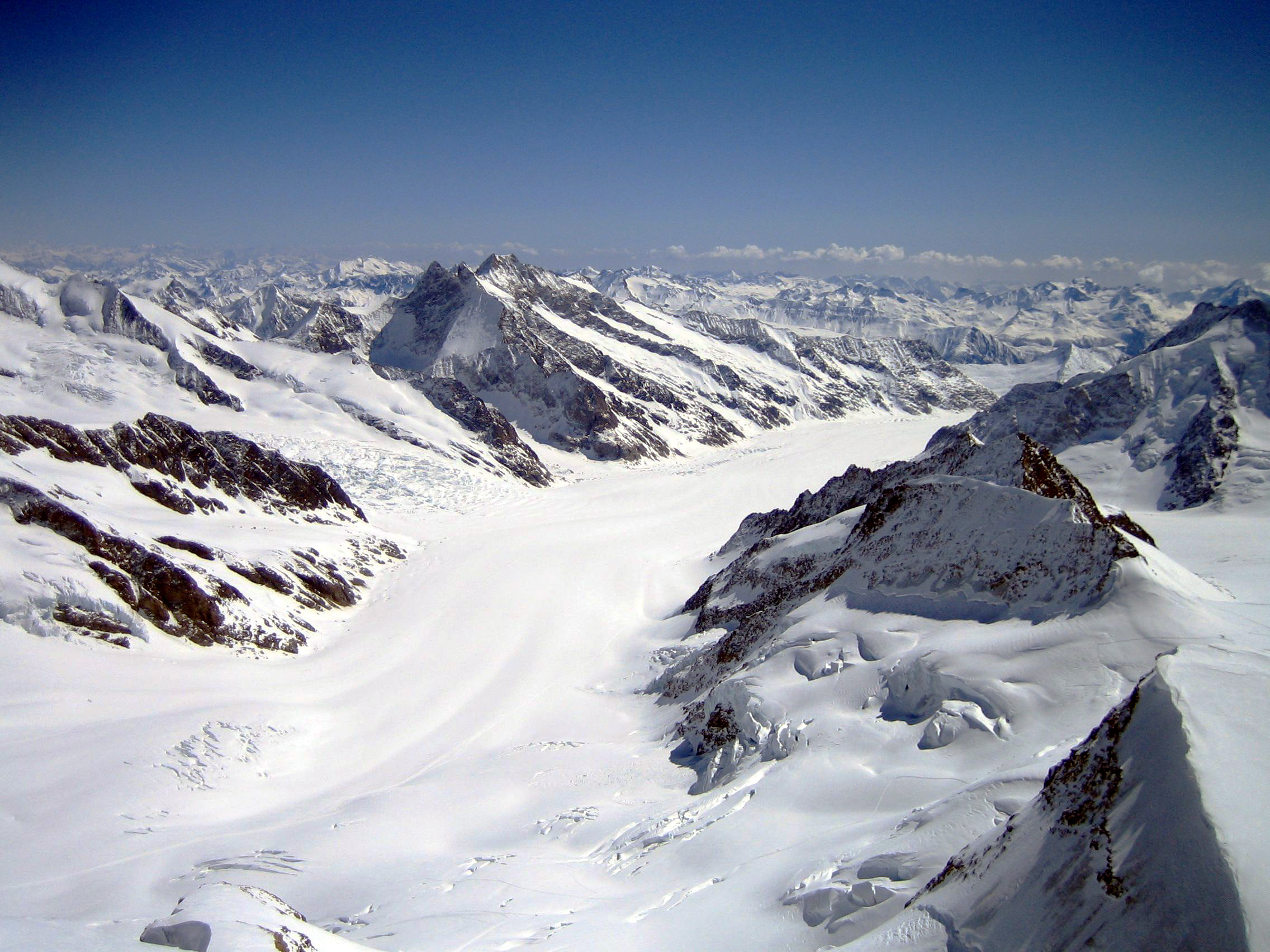
융프라우 정상에서 본 알레치 빙하와 콩코디아

1811년, 아라우의 부유한 상인 가문의 수장인 요한 루돌프 마이어(1739년–1813년)의 아들인 요한 루돌프 마이어(1768년–1825년) 형제가 구트탄넨에서 선발한 하인 몇 명과 짐꾼 한 명과 함께 그림젤 고개를 통해 발레주에 도착했다. 그들은 오버알레치 빙하를 지나는 빙하 통로인 바이흐 고개를 넘어 뢰첸 계곡의 꼭대기까지 갔다. 그곳에서 그들은 두 명의 샤무아 사냥꾼 알로이스 볼켄과 요제프 보르티스를 합류시켜 뢰첸뤼케를 횡단한 뒤 알레치필른 북쪽에 베이스캠프를 세웠다. 구탄넨 짐꾼이 뢰첸뤼케를 통해 홀로 돌려보내진 후, 일행은 8월 3일 마침내 로탈사텔을 타고 융프라우 정상에 도달했다. 그리고 나서 그들은 발레주에서 출발하는 지점까지 명명된 두 개의 고개를 다시 넘었고, 그림젤 고개를 넘어 다시 집으로 돌아갔다.

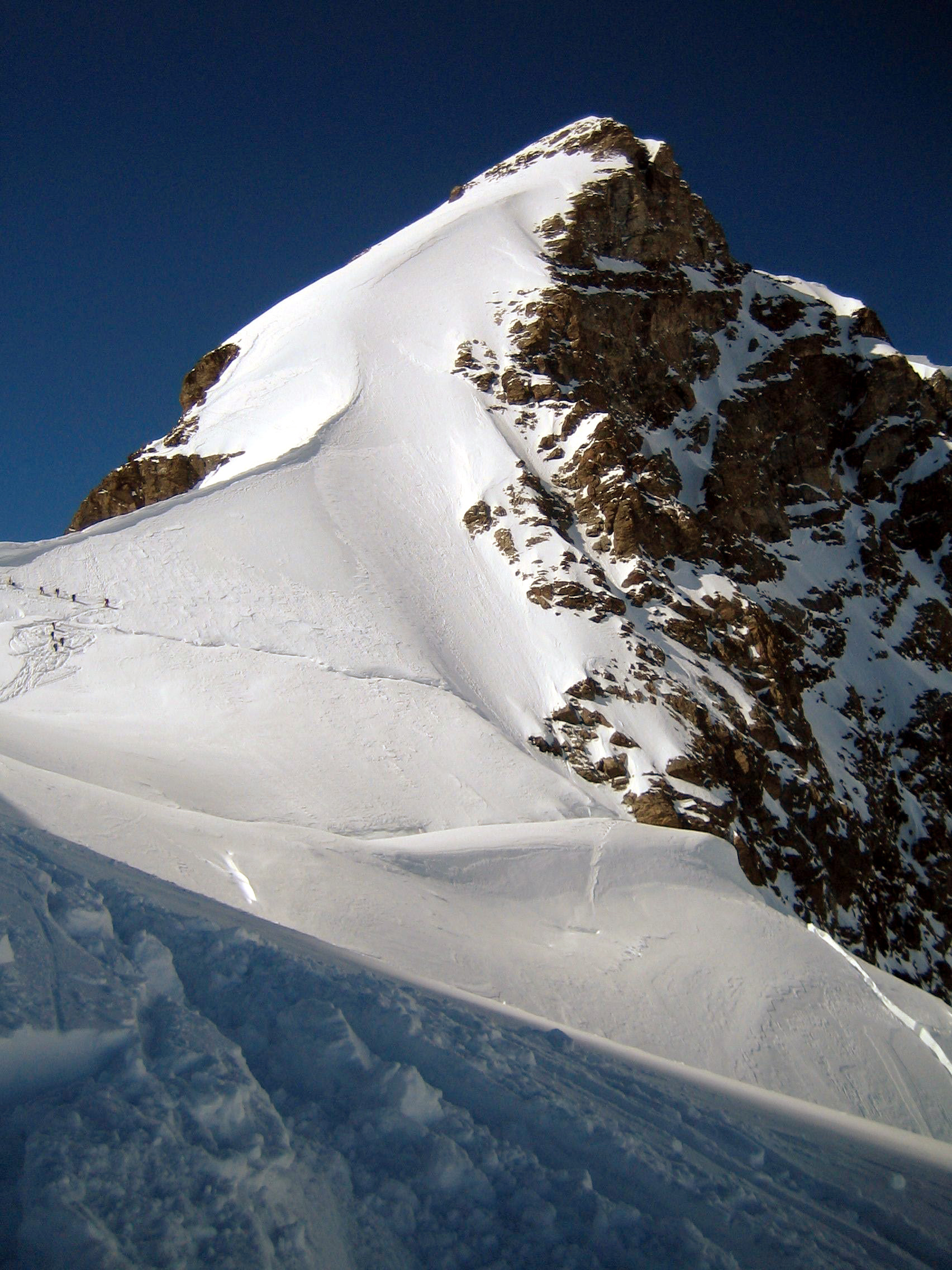
로탈샤텔 근처에서 본 정상

그 여행은 그 당시로서는 가장 이례적인 여행이었고, 어떤 사람들은 그들의 완전한 성공에 의구심을 품었다. 이것들을 해결하기 위해 1812년에 또 다른 탐험이 수행되었다. 요한 루돌프 마이어의 두 아들 루돌프(1791–1833)와 고틀리프(1793–1829)가 주요한 역할을 맡았다. 악천후로 오버아어요흐(Oberaarjoch)를 두 번이나 건너다 실패했다. (이 길은 뢰첸탈을 통해 가는 긴 우회도로보다 훨씬 더 직선적이었다.) 루돌프는 2명의 발레주 사냥꾼(알로이스 볼케르와 요제프 보르티스), 구탄넨 짐꾼 아놀드 아불, 하슬레 사람과 함께 핀스터아어호른 남동쪽 산등성이에서 침식을 했다. 다음 날(8월 16일) 일행은 남동쪽 능선을 통해 동쪽 슈투더 만년설에서 핀스터아어호른 등반을 시도했지만, 마이어는 기진맥진하여 뒤에 남았다. 다음날 일행은 그룬호른뤼케를 건너 알레치 빙하로 향했으나 악천후로 인해 더 이상의 계획은 중단되었다. 아마도 현재의 콘코르디아 산장 바로 맞은편에 있는 대피소에서, 오버라아요흐와 그륀호른뤼케를 넘어온 나머지 일행들이 핀스터아어호른 일행에 합류했다. 루돌프의 동생인 고틀리브는 다른 이들보다 인내심이 강했고 모험가들이 피난한 메르옐렌제(Märjelensee) 근처의 산장에서 더 오래 머물렀다. 9월 3일, 그는 융프라우의 두 번째 등정을 할 수 있었고, 로탈샤텔은 평소처럼 동쪽에서 도착했으며, 그의 일행은 두 명의 발레주 사냥꾼이었다.
세 번째 등정은 피터 바우만이 이끄는 그린델발트의 몇몇 남자들이 정상에 깃발을 꽂았던 1828년으로 거슬러 올라간다. 그 다음으로는 1841년 루이스 아가시즈, 제임스 데이비드 포브스, 히스, 데소르, 뒤카텔리에에 의해 등정이 있었고, 데소르는 그의 저서 <빙하 여행 및 체류>(Excursions et Séjours dans les Glaciers)에서 이를 회고했다. 고틀립 새뮤얼 스터더는 1842년에 자신과 뷔르키가 다음 등반을 한 이야기를 출판했다.
1863년, 세 명의 젊은 옥스퍼드 대학교 졸업생과 세 명의 스위스 가이드로 구성된 일행이 성공적으로 정상에 도달했고 11시간 이내에 파울베르크(Faulberg)의 베이스캠프(현재의 콘코르디아 산장 근처에 위치)로 돌아왔다.(아래 1863년 등정 참조) 같은 해에 스티븐 윙크워스 여사는 융프라우에 오른 최초의 여성이 되었다. 그녀는 또한 오를 때 오두막이 없었기 때문에 오르기 전에 파울베르크 동굴에서 하룻밤을 잤다.

## 관광

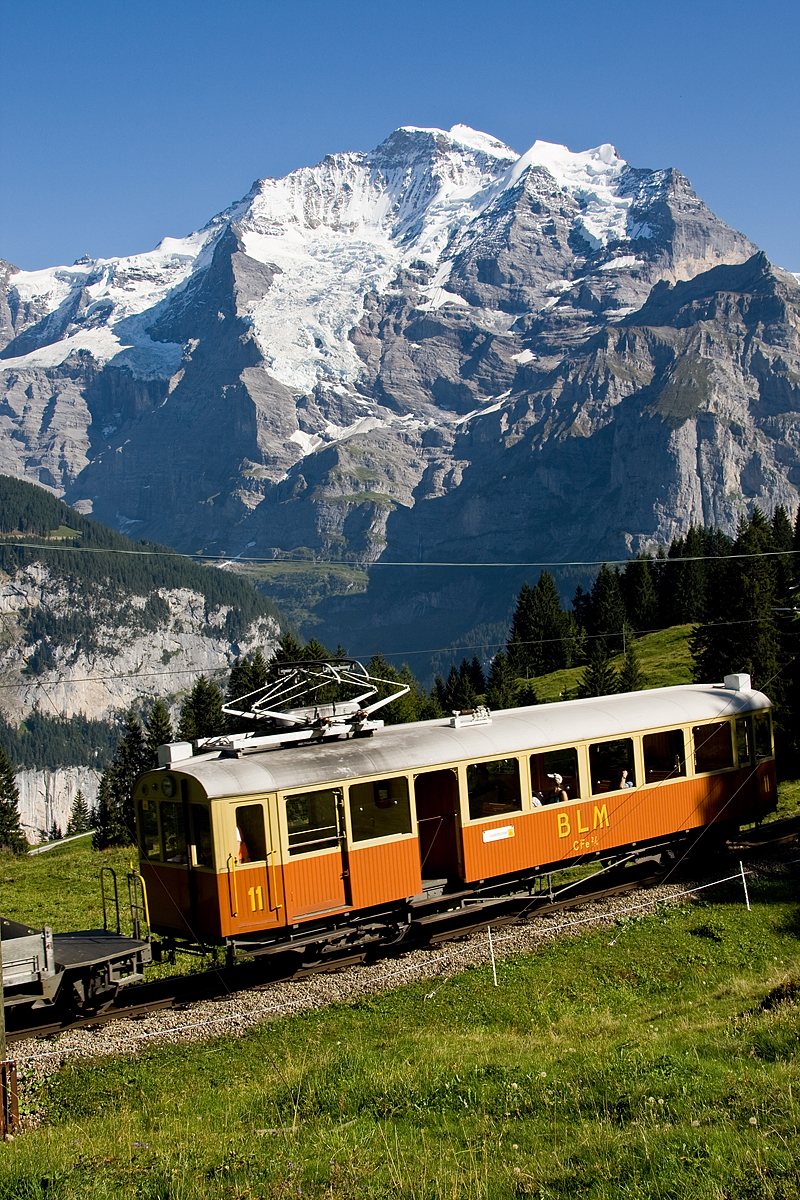
많은 산악 철도 중 하나에서 본 융프라우(이곳은 뮈렌 철도)

융프라우(Jungfrau)의 이름을 딴 베른고원의 융프라우 지역은 알프스산맥의 주요 관광지이며 철도 및 기타 시설들이 다수 포함되어 있다. 산봉우리에 접근하기 어려웠던 융프라우 철도는 현재 3,454m의 융프라우요흐 기차역으로 연결된다. 수평 거리는 2km에 조금 못 미친다. 그 결과 융프라우는 어퍼 발레(Upper Valais)와 피쉬(Fiesch)보다는 베르너 오버란트와 인터라켄과 연관된 산이 되었다.
1893년 아돌프 가이어젤러는 융프라우요흐 남쪽의 빙하 지대를 접근하기 쉽게 만들기 위해 융프라우요흐로 가는 철도 터널을 고안했다. 터널의 건설은 16년이 걸렸고 정상 역은 1912년 이전에 개통되지 못했다. 산 안쪽에 위치한 가장 높은 기차역에서 엘리베이터를 타고 융프라우 정상에 오르는 것이 목표였다. 제1차 세계 대전이 발발했기 때문에 완전한 계획은 실현되지 못했다. 그럼에도 불구하고 이 철도는 당시 세계에서 가장 높은 철도 중 하나였으며 오늘날까지 유럽에서 가장 높은 철도이며, 지구상에서 유일하게 케이블 없는 철도가 만년설선을 통과하고 있다.

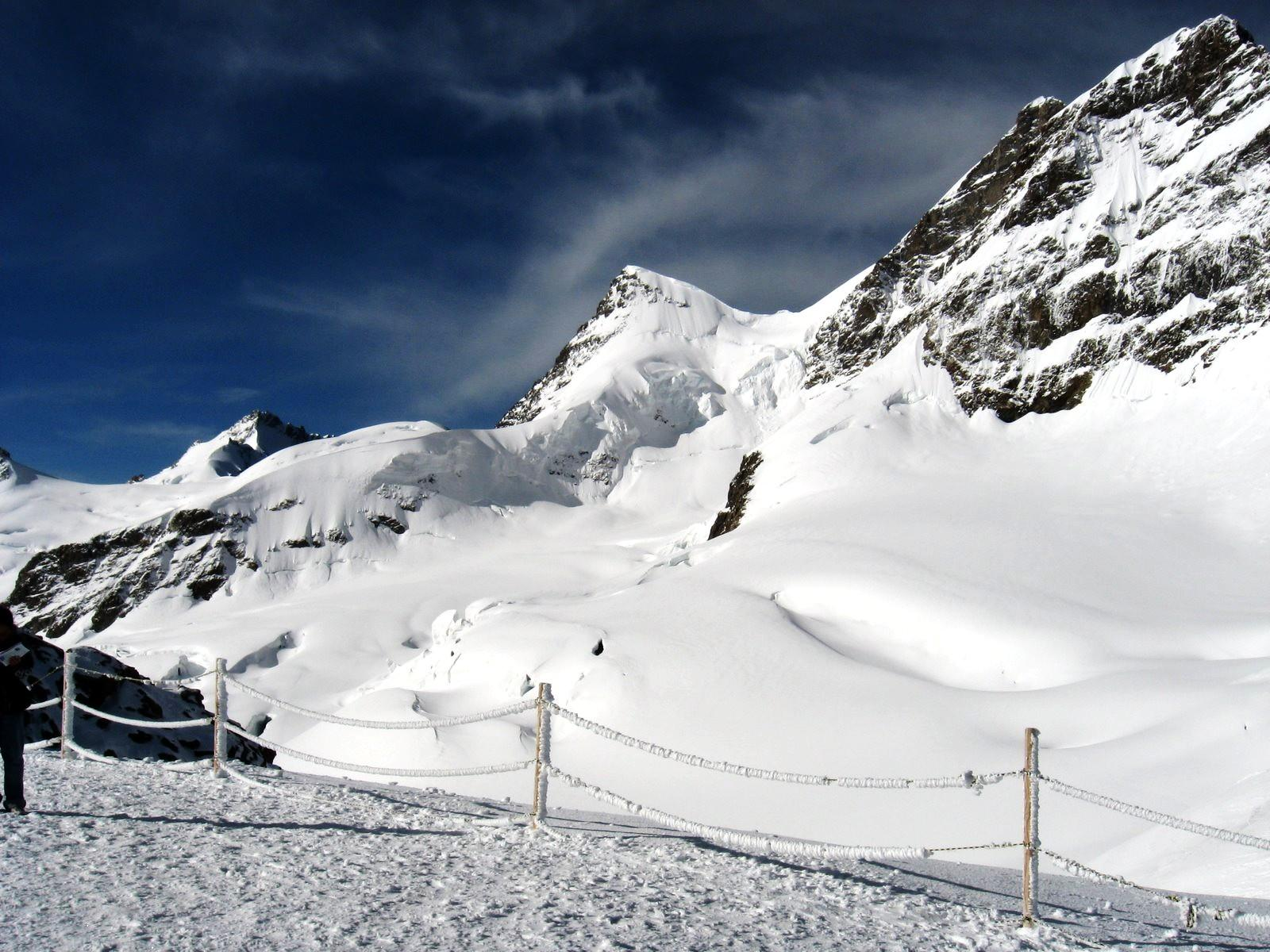
융프라우요흐에서 본 로탈호른과 융프라우의 동쪽

융프라우 철도는 클라이네 샤이덱에서 출발하여 그린델발트와 벵엔을 경유하여 라우터브루넨으로 갈 수 있다. 열차는 아이거글레처 바로 위에 있는 아이거를 통해 동쪽으로 흐르는 융프라우 터널로 진입한다. 융프라우요흐에 도착하기 전에, 승객들이 산 속으로 뚫린 구멍을 통해 볼 수 있는 아이거반트(아이거 북벽)와 아이스메어(남벽)라는 두 개의 다른 역에서 몇 분 동안 정차한다. 클라이네 샤이덱에서 융프라우요흐까지 약 50분이 소요되며, 내리막길 복귀는 35분 밖에 걸리지 않는다.
융프라우요흐에는 거대한 터널과 건물 복합체가 건설되어 “탑 오브 유럽”(Top of Europe)이라고 불린다. 식당과 술집, 상점, 멀티미디어 전시회, 우체국, 전용 숙박 시설이 있는 연구소가 여럿 있다. 엘리베이터를 통해 3,571m의 스핑크스 꼭대기와 전망대에 접근할 수 있다. 바깥 융프라우요흐 수준에는 스키학교가 있고, 알레치 빙하 안에 정교한 얼음 조각품들이 전시된 ‘얼음 궁전’이 있다. 또 다른 터널은 스핑크스의 동부로 이어지며, 그곳에서 빙하 위를 걸어서 이 지역의 유일한 호텔 기반 시설인 묀히스요흐 헛(Mönchsjoch Hut)까지 갈 수 있다.
융프라우요흐 외에도 융프라우 지역에는 수많은 산악 철도를 포함한 많은 시설들이 건설되었다. 1908년 세계 최초의 공중 케이블카가 베터호른 기슭에 개통되었지만 7년 후 폐쇄되었다. 뮈렌 위의 쉴트호른, 벵엔 위의 멘리헨(Männlichen), 빌더즈빌 위의 쉬니게 플라테에서는 융프라우와 라우터브루넨 계곡을 조망할 수 있다. 남쪽으로는 피쉬 위에 있는 엑기스호른이 알레치 빙하를 가로질러 융프라우를 조망할 수 있다.

## 등반로
정상 경로는 최초 등반자들의 흔적을 따르지만 알레치 빙하로의 긴 접근은 더 이상 필요하지 않다. 융프라우요흐 지역에서 정상까지는 몇 시간밖에 걸리지 않는다. 대부분의 등산객들은 묀히스요흐 산장에서 출발한다. 융프라우피른(Jungfraufirn)을 횡단한 후, 이 길은 로탈사텔(Rottalsattel, 3,885m)로 향하며, 남쪽 능선에서 융프라우까지 이어진다. 그것은 매우 어려운 등반이라고 여겨지지 않지만, 대부분의 사고가 일어나는 로탈사텔 위의 위쪽 구간은 위험할 수 있다. 피쉬(또는 피셔탈)에서 콘코르디아 산장을 경유하는 훨씬 점진적인 접근을 하는난 대신 융프라우 철도를 사용하면 인터라켄역과 융프라우요흐역 사이의 고도 차이가인 거의 3km에 달하기 때문에우 적응 문제를 일으킬 수 있다.